# Fyledalen

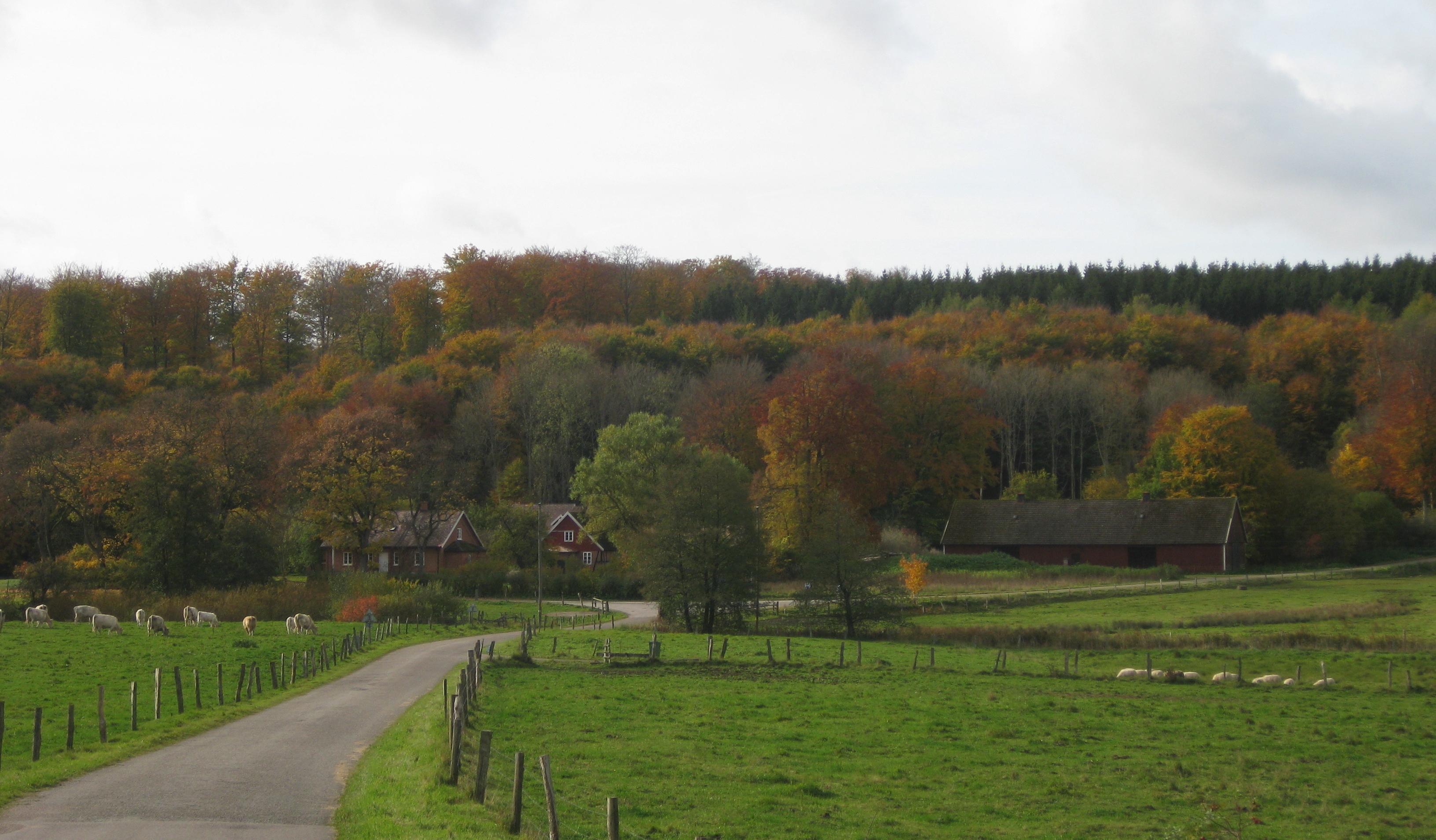
Fyledalen vid Fylan

Fyledalen är en biologiskt och geologiskt intressant dalgång i södra Skåne. År 2015 bildades ett naturreservat som omfattar 853 hektar av dalen. Fyledalen är även ett natura 2000-område. Naturreservatet är avsett att skydda områdets biologiska mångfald - i dalen finns ett stort antal arter av fladdermöss, svampar och skalbaggar, samt örn.  I området finns tydliga geologiska spår från bland annat kvartärtiden. Bland de geologiska fynden kan erosionsterrasser, tappningsdalar och diabasgångar nämnas. Fyledalen används ofta för forskning och undervisning på grund av de geologiska fynd som gjorts här. 
Fyledalen är 20 kilometer lång, några hundra meter bred och upp till 50 meter djup. Den ligger på gränsen mellan Sjöbo, Ystads och Tomelilla kommuner. I dalens botten rinner Fyleån. Förr gick tåg på Simrishamnsbanan längs en del av dalen, men numera används spåren enbart till dressincykling.
Dalen bildades för 15 000 år sedan då en issjö vid inlandsisens kant tömdes åt nordväst genom Fyledalen ut i Vombsänkan. På vintern samlas ett stort antal rovfåglar i dalen: 100-tals glador, men även hökar och vråkar. Kungsörn går att se i området under hela året.
I den sydöstra delen finns naturreservatet Benestads backar. Mycket kalkhaltigt grundvatten tränger fram ur kalktuffen, vilket gör att man kan finna över 400 kalkälskande växtarter i området. Kalktuffen har förr brutits och använts som byggnadssten. Ett dussintal kyrkor i trakten är byggda av sten från Fyledalen. Delar av kryptan i Lunds domkyrka lär också bestå av sten från Fyledalen.
I den nordvästra delen finns Fyleverkens sandtäkt, där man fram till 2009 utvann kvartssand för glastillverkning.
I Fyledalen finns också stenkol, denna stenkol har dock aldrig brutits eftersom den ligger på 800 meters djup och det har inte ansetts lönsamt att bryta denna.
I Fyledalen har 17 av Sveriges 19 arter av fladdermus identifierats. Det är därmed det artrikaste området beträffande fladdermöss. Av arterna förekommer livskraftiga populationer av de utrotningshotade barbastell och
fransfladdermus.